# Gabriel Casagrande
Gabriel Casagrande (ur. 20 lutego 1995 roku) – brazylijski kierowca wyścigowy.

## Kariera
Casagrande rozpoczął karierę w jednomiejscowych samochodach wyścigowych w wieku 17 lat w 2012 roku w Formule Renault. W tym roku rozpoczął starty w Europejskim Pucharze Formuły Renault 2.0, w Alpejskiej Formule Renault oraz w Północnoeuropejskim Pucharze Formuły Renault 2.0. We wszystkich trzech podpisał kontrakt z brytyjską ekipą Mark Burdett Motorsport. W serii europejskiej nie zdołał zdobyć punktów i był 37 w klasyfikacji generalnej. Najlepiej spisał się w edycji północnoeuropejskiej, gdzie z dorobkiem 181 punktów uplasował się na 8 lokacie w klasyfikacji końcowej.

## Statystyki
| Sezon | Seria                                         | Zespół                       | Wyścigi | Zwycięstwa | PP | NO | Podium | Punkty | Pozycja |
| ----- | --------------------------------------------- | ---------------------------- | ------- | ---------- | -- | -- | ------ | ------ | ------- |
| 2012  | Europejski Puchar Formuły Renault 2.0         | Mark Burdett Motorsport      | 2       | 0          | 0  | 0  | 0      | 0      | 37      |
| 2012  | Alpejska Formuła Renault 2.0                  | Mark Burdett Motorsport      | 8       | 0          | 0  | 0  | 0      | 0      | 26      |
| 2012  | Północnoeuropejski Puchar Formuły Renault 2.0 | Mark Burdett Motorsport      | 18      | 0          | 1  | 0  | 2      | 181    | 8       |
| 2012  | Południowoamerykańska Formuła 3               | Hitech Racing                | 2       | 0          | 0  | 0  | 0      | 20     | 10      |
| 2013  | Brazilian Petrobras de Marcas Cup             | Carlos Alves Competições     | 8       | 0          | 0  | 0  | 1      | 72     | 9       |
| 2013  | Brazilian Touring Car Championship            | Carlos Alves Competições     | 8       | 1          | 0  | 0  | 5      | 146    | 3       |
| 2013  | Stock Car Brasil                              | RC3 Bassani                  | 3       | 0          | 0  | 0  | 0      | 3      | 33      |
| 2014  | Brazilian Petrobras de Marcas Cup             | C2 Team                      | 13      | 2          | 1  | 1  | 4      | 182    | 4       |
| 2014  | United Sports Car Championship - PC           | Performance Tech Motorsports | 1       | 0          | 0  | 0  | 1      | 1      | 46      |
| 2014  | Stock Car Brasil                              | C2 Team                      | 21      | 0          | 0  | 0  | 0      | 71     | 23      |